# Marcelino Moreno
Damián Marcelino Moreno (Mendoza, Argentina, 25 de junio de 1995) es un futbolista profesional argentino que se desempeña como mediocampista ofensivo y su equipo actual es el Club Atlético Lanús de la Primera División de Argentina.

## Biografía
Sus comienzos en el fútbol se dieron en la escuelita de su abuelo, llamada "Escuela de Trapo", en su pueblo natal. Años más tarde, llegó al Club Atlético Palmira, donde jugó hasta antes de cumplir los 18 años de edad (debutó en primera división de la mano del director técnico Juan Carlos Bermegui) siendo jugador revelación en el torneo Clausura 2011 de la Liga Mendocina de Fútbol, premio que le otorgó el Diario Uno de Mendoza. En octubre de 2011, Moreno realizó una prueba futbolística con visto bueno de Norberto Madurga y Abel Alves (del departamento de Captación) en Boca Juniors, pero el cambio de autoridades y directores técnico, cuando asumió Daniel Angelici, hizo perder los contactos con el jugador y el Club formador Atlético Palmira. En marzo de 2012, Marcelino Moreno fichó por el Club Atlético Lanús donde transitó un largo periodo en divisiones inferiores y reserva. 
En el año 2015 llegó cedido al Club Atlético Talleres para jugar el Torneo Federal A. En ese mismo año consiguió el ascenso con el club cordobés. Terminada la temporada, retornó a Lanús para jugar en la reserva, con el número 10.
Debido a que la cuarta división del club había salido campeón, Marcelino debía jugar la Copa Libertadores Sub-20. Siendo la figura del equipo, alcanzó, junto con sus compañeros, el cuarto puesto en el certamen.
El 18 de julio de 2016 tuvo su debut en primera en Lanús, equipo con el que había hecho la pretemporada, de la mano de Jorge Almirón. Ese día, jugó por los 32.os de final de la Copa Argentina, compartiendo delantera con Lautaro Acosta y José Sand.
En octubre del 2020 se oficializa el traspaso al Atlanta United de la MLS por una cifra de aproximadamente 7 millones de dólares.
En 2022, el Club Atlético Palmira impuso el nombre de "Marcelino Moreno" a su escuela de fútbol en homenaje a su jugador estrella.

## Estadísticas

### Clubes
Actualizado hasta su último partido disputado el 19 de julio de 2025.
| Club                                | Div.          | Temporada     | Liga  | Liga  | Liga   | Copas nacionales | Copas nacionales | Copas nacionales | Torneos internacionales | Torneos internacionales | Torneos internacionales | Total | Total | Total  |
| Club                                | Div.          | Temporada     | Part. | Goles | Asist. | Part.            | Goles            | Asist.           | Part.                   | Goles                   | Asist.                  | Part. | Goles | Asist. |
| ----------------------------------- | ------------- | ------------- | ----- | ----- | ------ | ---------------- | ---------------- | ---------------- | ----------------------- | ----------------------- | ----------------------- | ----- | ----- | ------ |
| C. A. Lanús Argentina               | 1.ª           | 2016-17       | 22    | 0     | 3      | 3                | 0                | 0                | 3                       | 0                       | 1                       | 28    | 0     | 4      |
| C. A. Lanús Argentina               | 1.ª           | 2017-18       | 20    | 0     | 2      | 1                | 0                | 0                | 5                       | 0                       | 0                       | 26    | 0     | 2      |
| C. A. Lanús Argentina               | 1.ª           | 2018-19       | 23    | 1     | 3      | 7                | 1                | 1                | 2                       | 0                       | 0                       | 32    | 2     | 4      |
| C. A. Lanús Argentina               | 1.ª           | 2019-20       | 20    | 3     | 6      | 5                | 1                | 0                | 1                       | 0                       | 0                       | 26    | 4     | 6      |
| Atlanta United F. C. Estados Unidos | 1.ª           | 2020          | 6     | 2     | 1      | —                | —                | —                | 1                       | 0                       | 0                       | 7     | 2     | 1      |
| Atlanta United F. C. Estados Unidos | 1.ª           | 2021          | 33    | 9     | 5      | —                | —                | —                | 3                       | 0                       | 1                       | 36    | 9     | 5      |
| Atlanta United F. C. Estados Unidos | 1.ª           | 2022          | 30    | 2     | 5      | 2                | 1                | 1                | —                       | —                       | —                       | 32    | 3     | 6      |
| Atlanta United F. C. Estados Unidos | Total club    | Total club    | 69    | 13    | 11     | 2                | 1                | 1                | 4                       | 0                       | 1                       | 75    | 14    | 13     |
| Coritiba F. B. C. · Brasil          | 1.ª           | 2023          | 31    | 2     | 4      | 14               | 0                | 0                | —                       | —                       | —                       | 45    | 2     | 4      |
| Coritiba F. B. C. · Brasil          | Total club    | Total club    | 31    | 2     | 4      | 14               | 0                | 0                | 0                       | 0                       | 0                       | 45    | 2     | 4      |
| C. A. Lanús Argentina               | 1.ª           | 2024          | 25    | 5     | 10     | 15               | 4                | 1                | 12                      | 2                       | 5                       | 52    | 11    | 16     |
| C. A. Lanús Argentina               | 1.ª           | 2025          | 19    | 4     | 1      | 2                | 2                | 2                | 5                       | 2                       | 1                       | 26    | 8     | 4      |
| C. A. Lanús Argentina               | Total club    | Total club    | 129   | 13    | 25     | 33               | 8                | 4                | 28                      | 4                       | 7                       | 190   | 25    | 36     |
| Total carrera                       | Total carrera | Total carrera | 229   | 28    | 40     | 49               | 9                | 5                | 32                      | 4                       | 8                       | 310   | 41    | 53     |
| 1. 2. 3.                            |               |               |       |       |        |                  |                  |                  |                         |                         |                         |       |       |        |

### Hat-tricks
| 1 | 3 de marzo de 2024 | Estadio Norberto Tomaghello, Florencio Varela | Defensa y Justicia - Lanús |  | 0 - 4 | Copa de la Liga Profesional 2024 |

## Palmarés

### Torneos nacionales
| Título                | Club                | País      | Año  |
| --------------------- | ------------------- | --------- | ---- |
| Torneo Federal A      | Talleres de Córdoba | Argentina | 2015 |
| Copa del Bicentenario | C. A. Lanús         | Argentina | 2016 |
| Supercopa Argentina   | C. A. Lanús         | Argentina | 2017 |